# サン＝ジャン＝ド＝リュズ
サン＝ジャン＝ド＝リュズ （フランス語:Saint-Jean-de-Luz）またはドニバネ・ロヒスネ（バスク語:Donibane Lohizune）は、フランス南西部ヌーヴェル＝アキテーヌ地域圏のピレネー・アトランティック県に属するコミューンである。歴史的にはフランス領バスクのラプルディ地方に属する。
ビアリッツの南にある漁港であったが、現在はリゾート地として有名で、建物や美食でも知られる。ニヴェル川を挟んでシブールと向かい合っている。漁港は、川が大西洋へ注ぐ前の入り江内にある。
バスク地方を象徴する山、ラ・リューヌ山は町のおよそ南東8kmにある。山頂まではラ・リューヌ登山鉄道で行ける。町の10km東部にある国道D4は、近隣のコミューンであるサールへつながる。

## 著名人

### 出身者
- ビセンテ・リザラズ - 元サッカー選手。
- ピエール・エチュバステール - リアルテニスおよびペロタの選手。
- ミゲル・ボジェール - スペインの政治家。
- マキシム・ルク - ラグビー選手。

### ゆかりの人物
- ジョージ・ギッシング - イギリスの小説家。町で暮らしていた。
- ギュスターヴ＝アンリ・コラン - 画家。町で暮らしていた。
- ジャン・ピュイフォルカ - 銀細工職人。町で暮らしていた。
- ルネ・ラコステ - 元プロテニス選手。サン＝ジャン＝ド＝リュズで暮らし、死去。